# 세페우스자리 감마 Ab

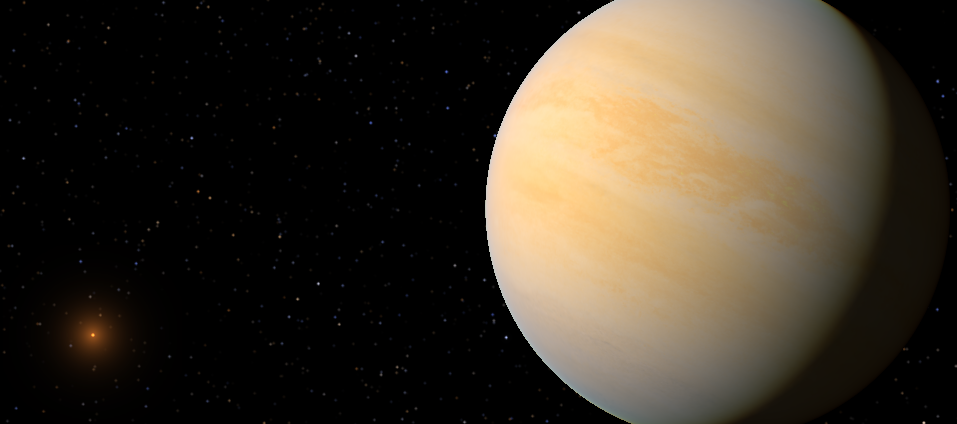

세페우스자리 감마 Ab는 세페우스자리 방향으로 지구로부터 약 45광년 떨어진 곳에 있는 외계 행성이다. 이 행성의 모항성은 외계 행성을 거느리고 있는 항성으로는 그리 흔치 않은, 바이어 명명법으로 불릴 정도로 밝은 세페우스자리 감마이다. 존재를 처음으로 예측한 것은 1988년으로, 흔히 알려진 페가수스자리 51 b보다 7년이나 먼저 발견된 '최초의 태양계 바깥 행성'이다. 다만 그 존재가 검증된 것은 한참 뒤인 2002년이었다.

## 발견 역사

### 1988년
세페우스자리 감마 Ab의 존재는 1988년 관측되었다. 브루스 캠벨, 고든 워커, 스테판 양으로 구성된 캐나다 천문학자들이 Ab의 존재를 예측했다. 이듬해 1989년 P. 라이트와 앤서니 로턴도 Ab가 외계 행성이라고 주장했다. 학계에서 정식으로 인정되지는 않았음에도 Ab는 언론에 최초로 발견된 외계 행성으로 보도될 것으로 보였고, 이후 다른 과학자들도 이 행성의 존재를 입증하는 시선속도 관측 결과를 내놓았다. 그러나 1992년 '관측 자료의 품질이 발견 사실을 증명할 정도로는 좋지 못하다'라는 이유 때문에, 행성 발견 주장은 철회되었다.

### 2002년
결국 2002년 9월 24일 세페우스자리 감마 Ab의 존재는 정식으로 증명되었고 외계 행성 목록에 이름을 올리게 되었다. 윌리엄 D. 코크란, 아티 P. 헤이츠 등으로 구성된 천문학자 팀은 이 행성의 최소 질량이 목성의 1.59배라고 발표했다. 이후 세페우스자리 감마의 동반성 B를 직접 관찰하여 감마 항성계의 매개변수들을 더욱 정확하게 구할 수 있었고, 행성의 매개변수들도 재조정되었다. 세페우스자리 감마 Ab는 항성으로부터 2.044 천문단위 떨어져 있으며 찌그러진 궤도를 돌고 있고, 1회 항성을 도는 데 걸리는 시간은 약 2년 반이다. 궤도이심률은 0.115로 항성에 가장 가까울 때는 1.81, 멀어질 때는 2.28 천문단위까지 물러난다. 이는 지금까지 발견된 외계 행성들 중 비교적 공전 궤도가 균형잡힌 축에 든다.
2006년 히파르코스 위성은 세페우스자리 감마 Ab의 질량 상한선을 95퍼센트의 신뢰도로 '목성의 13.3배 아래'로 잡았다. 동시에 16.9배가 상한선일 확률은 99.73퍼센트(3시그마)였다. 이를 고려하면 세페우스자리 감마 Ab가 갈색 왜성이나 적색 왜성일 확률은 적어 보인다.

## 같이 보기
- 페가수스자리 51 b
- 시계자리 이오타 b
- PSR B1257+12 B
- PSR B1257+12 C